# راع البقر والسيدة (فلم)
راع البقر والسيدة  (بالإنجليزية: The Cowboy and the Lady) هو فيلم كوميدي تم إنتاجه في الولايات المتحدة وصدر في سنة 1938.

## الميزانية والإيرادات
بلغت تكلفة إنتاج الفيلم حوالي 1,500,000 (estimated) دولار.

### ترشيحات وجوائز
| السنة | الحدث          | الفئة          | النتيجة  |
| ----- | -------------- | -------------- | -------- |
|       | جائزة الأوسكار | أفضل خلط أصوات | فـــــوز |

## وصلات خارجية
- مقالات تستعمل روابط فنية بلا صلة مع ويكي بيانات